# 上海有恒博物馆
上海有恒博物馆是一个位於中華人民共和國上海市浦東新區浦东大道288号1楼的博物館，面積約400平方米，建立於2019年，以展出上海民間生活展品為主。館內藏有40余块位於上海老城厢和上海租界的界碑以及一些车牌。